# استان معان
استان معان (به عربی:  محافظة معان) نام استانی در کشور پادشاهی اردن است.

## جمعیت
جمعیت آن در حدود ۸ر۱۰۸ هزار نفر می‌باشد.
اکثر ساکنان آن مسلمان سنی مذهب هستند

## جغرافیا
استان معان بزرگ‌ترین استان‌های کشور اردن است و در ۲۱ کیلومتری جنوب شهر عمان (پایتخت) اردن واقع شده‌است.
معان مقر اصلی امیر فیصل به هنگام انقلاب بزرگ عرب بوده‌است.

## تاریخچه
معان نخستین منطقه‌ای از خاک اردن است که اسلام وارد آن شده‌است.
در دوران خلافت امویان به این منطقه توجه ویژه‌ای می‌شد و بناهای متعددی در این شهر ساخته‌اند، از آثار دوران اموی می‌توان به موفق «حجاج وابن السیبل» و شهر «قوم شعیب» اشاره کرد.
در سال ۱۹۲۰ میلادی امیر عبدالله به معان آمد.

## مردم
مردم استان معان از دو گروه تشکیل شده‌اند، صحرانشین و شهرنشین تشکیل شده‌اند.